# Francisco Ruiz Tagle

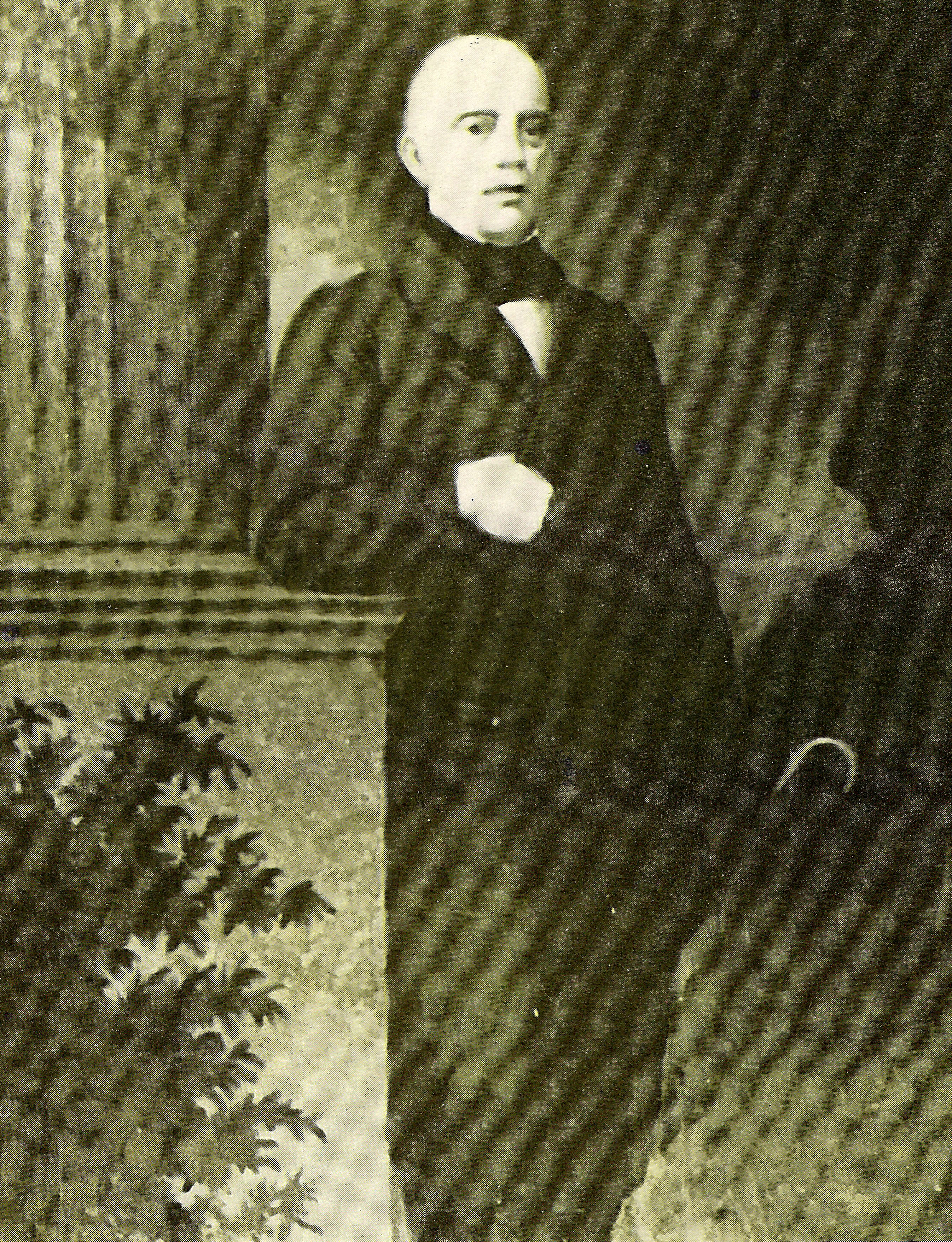
Francisco Ruiz Tagle

Francisco Ruiz Tagle (* wohl vor 1790 in Santiago de Chile; † 23. März 1860) war ein chilenischer Politiker. 1830 amtierte er vorübergehend als Präsident seines Landes.
Ab 1811 vertrat er den Wahlkreis Los Andes im Abgeordnetenhaus. Von 1812 bis 1814 amtierte er als Senator und Präsident des Parlaments, zudem versah er das Amt des Bürgermeisters von Santiago und zwischenzeitlich auch das des Provinzgouverneurs.
1822 stand er als Präsident der Versammlung vor, welche die Anerkennung der Unabhängigkeit von Peru besiegeln sollte. Unter Präsident Francisco Antonio Pinto Díaz bekleidete er das Amt des Finanzministers.
Im Zuge der Revolution von 1829 nahm er ab dem 7. November 1829 an der Regierungs-Junta teil, die ihn zum Kandidaten für die nächsten Präsidentschaftswahlen sowie am 18. Februar 1830 zum Übergangspräsidenten ernannte.
Nach internen Debatten innerhalb der Junta trat er nach sechs Wochen im Amt am 31. März 1830 zugunsten von Vize-Präsident José Tomás Ovalle zurück.
Während der Regierungszeit von Präsident Manuel Bulnes Prieto wurde Ruiz zum Staatsrat ernannt.
| Personendaten    | Personendaten         |
| ---------------- | --------------------- |
| NAME             | Ruiz Tagle, Francisco |
| KURZBESCHREIBUNG | Präsident von Chile   |
| GEBURTSDATUM     | vor 1790              |
| GEBURTSORT       | Santiago de Chile     |
| STERBEDATUM      | 23. März 1860         |